# Hakuchi (Ära)
Hakuchi (japanisch 白雉) ist eine japanische Ära (Nengō) von März 650 bis Februar 655 nach dem gregorianischen Kalender. Der vorhergehende Äraname ist Taika, die nachfolgende Ära heißt Shuchō. Die Ära fällt in die Regierungszeit des Kaisers (Tennō) Kōtoku.
Der erste Tag der Hakuchi-Ära entspricht dem 22. März 650, der letzte Tag war der 10. Februar 655. Die Hakuchi-Ära dauerte fünf Jahre oder 1787 Tage.
| Zeitleiste: Überschneidung japanischer Nengō mit Regierungszeiten der Tennō |
| --------------------------------------------------------------------------- |
|                                                                             |

Die Benennung der Regierungsdevisen (Nengō) wurde zu Beginn noch nicht konsequent angewendet und überschneidet sich mit den Regierungszeiten der Tennō.

## Ereignisse
- 654 Kaiser Kōtoku stirbt